# Zeb Kyffin
Zeb Kyffin (Eindhoven, 23 februari 1998) is een Brits wielrenner die in 2024 prof werd bij TDT-Unibet Cycling Team.

## Carrière
Tussen 2019 en 2022 stond Kyffin onder contract bij Ribble Weldtite Pro Cycling. Namens die ploeg nam hij onder meer deel aan de Ronde van Yorkshire en de Ronde van Groot-Brittannië.
In 2023 behaalde Kyffin, namens Saint Piran, meerdere podiumplaatsen in Britse amateurwedstrijden. In juli van dat jaar won hij de Lancaster Grand Prix. Later die maand werd hij tweede in de Kreiz Breizh Elites, slechts drie seconden achter achter Hartthijs de Vries. Anderhalve maand later werd hij zesde in het eindklassement van de Ronde van Groot-Brittannië, op 23 seconden van winnaar Wout van Aert.
In 2024 werd Kyffin prof bij TDT-Unibet Cycling Team. De ploeg liet weten Kyffin sinds de Kreiz Breizh Elites (waar Kyffin tweede werd en TDT-Unibet won met De Vries) in de gaten te hebben gehouden, waarna Kyffin in het najaar een contract voor twee jaar ondertekende.

## Palmares
2022
3e etappe Manx Telecom International Stage Race
2023
Lancaster Grand Prix
Eindklassement British National Road Series

### Resultaten in voornaamste wedstrijden
|      | \| Jaar \| Amstel Gold Race \| \| ---- \| ---------------- \| \| 2024 \| 117e \| |
| Jaar | Amstel Gold Race                                                                 |
| 2024 | 117e                                                                             |

## Ploegen
- 2019 –  Ribble Pro Cycling
- 2020 –  Ribble Weldtite Pro Cycling
- 2021 –  Ribble Weldtite Pro Cycling
- 2022 –  Ribble Weldtite Pro Cycling
- 2023 –  Saint Piran
- 2024 –  TDT-Unibet Cycling Team
- 2025 –  Unibet Tietema Rockets

Bloem · Bomboi · Bouts · Budding · Christophersen · de Vries · Geleijn · Huens · Huyet · Inkelaar · Johannink · Kopecký · Kyffin · Loockx · Maire · Nielsen · Paige · Pedersen · Stockman · Stokbro · Ťoupalík
Bloem · Bomboi · Budding · Carboni · Christophersen · de Vries · Eiking · Geleijn · Huens · Huyet · Inkelaar · Johannink · Kopecký · Kubiš · Kyffin · Loockx · Maire · Meris · Mouris · Nielsen · Paige · Stockman · Stokbro · Ťoupalík · Verschuren